# Bitwa nad rzeką Longanos
Bitwa nad rzeką Longanos – starcie zbrojne, które miało miejsce w roku 269 p.n.e. pomiędzy wojskami syrakuzańskiego wodza Hierona a jednym z ludów południowej Italii – Mamertynami.
Celem Hierona (byłego dowódcy z armii Pyrrusa) było zdobycie Messany i ukaranie kampańskich rzezimieszków Mamertynów. W tym celu pomógł on wojskom rzymskim w zdobyciu sprzymierzonego z Mamertynami Rhegion.
Po zdobyciu miasta Hieron postanowił wykorzystać sytuację i doprowadzić do zniszczenia Mamertynów. Doprowadził do bitwy, w której rozgromił swoich przeciwników. Główny jego cel – Messana nie wpadła jednak w jego ręce, gdyż po stronie pokonanych stanął wódz kartagiński Hannibal, syn Giskona. Wkrótce wśród Mamertynów nastąpił rozłam w wyniku czego zwrócili się oni z pomocą do Rzymian. Dało to początek I wojnie punickiej.